# Аморозо (музыка)
Аморо́зо (итал. amoroso) — итальянский музыкальный термин, обозначающий оттенок нежности, который следует придать исполняемому музыкальному отрывку. Темп аморозо — медленный и не допускает резкого исполнения.
Вместо аморозо иногда обозначали отрывки словом «амабиле».
Также исполнение, полное неги, страсти, томления, требующее медленного движения; в драматическом искусстве «Amoroso Primo» соответствовало названию первого любовника.